# Notolopha
Notolopha is een muggengeslacht uit de familie van de paddenstoelmuggen (Mycetophilidae).

## Soorten
- N. cristata (Stæger, 1840)
- N. tuomikoskii Zaitzev, 2000